# Allan Kardec
Allan Kardec, pseudonimo di Hippolyte Léon Denizard Rivail (Lione, 3 ottobre 1804 – Parigi, 31 marzo 1869), è stato un pedagogista e filosofo francese conosciuto per essere stato il fondatore e codificatore dello spiritismo, dottrina religiosa e filosofica di cui fu il principale divulgatore a livello mondiale.

## Biografia

### Origini e formazione
Rivail nacque a Lione nel 1804 e crebbe seguendo la dottrina cattolica. Interessato alla filosofia e alle scienze, studiò a Yverdon (Svizzera) con il celebre Johann Heinrich Pestalozzi del quale diventò un eminente discepolo e collaboratore. Si dedicò alla divulgazione del sistema di educazione che influenzò la riforma degli studi in Francia e Germania. Parlava tedesco, inglese, italiano, spagnolo e olandese. Tradusse in tedesco frammenti di autori classici francesi, specialmente i testi di Fénelon (François de Salignac de la Mothe).
Come pedagogista, fu uno dei maggiori divulgatori della proposta pestalozziana di educazione nel XIX secolo. Pubblicò libri di grammatica, aritmetica e suggerimenti per il miglioramento della pubblica istruzione in Francia.
Fu professore di fisiologia, astronomia, fisica e chimica al Liceo Polimatico, a Parigi, membro di varie società, tra cui quella dell'Istituto di Storia di Parigi (Institut Historique), la Società per l'incoraggiamento dell'Industria Nazionale (Société d'Encouragement pour l'Industrie Nationale) e l'Accademia Reale d'Arras (Académie d'Arras, Société Royale des Sciences, des Lettres et des Arts).

### Lo studio dello spiritismo
Dal 1854, si dedicò allo studio dello spiritismo, che allora era molto in voga e interessava diversi scienziati e filosofi.
All'epoca la spiegazione più diffusa era quella del magnetismo animale, ma Kardec rifiutò questa ipotesi, ritenendola insufficiente, e cercò di elaborare un sistema di pensiero in cui le manifestazioni spirituali aiutassero la trasformazione sociale e morale dell'umanità. Con questa motivazione, dedicò gli ultimi anni della sua vita alla sistematizzazione dello spiritismo.

### Il matrimonio e le attività commerciali
Il 6 febbraio 1832 sposò Amélie Gabrielle Boudet.
Nel 1839, con un nuovo partner in affari, Maurice Delachatre, un mercante, creò una cosiddetta banca "di scambio", con lo scopo di facilitare le transazioni commerciali e dunque creare nuove opportunità per il commercio e l'industria per supportare la mancanza di risorse pecuniarie per i prodotti della natura. La durata della banca di scambio fu fissata a 10 anni dalla Camera di Commercio.

### L'attività pedagogica
Fondò a Parigi – con sua moglie Amélie Gabrielle Boudet – un negozio simile a quello di Yverdon. Scrisse grammatiche, libri di aritmetica, studi pedagogici superiori; tradusse opere inglesi e tedesche. Organizzò, a casa sua, corsi gratuiti di chimica, fisica, astronomia e anatomia.
Membro di molte società, tra le quali l'Académie de Arras, fu premiato, nel 1831, per la monografia Qual è il sistema di studio più in armonia con le necessità di quest'epoca?
Fra le sue opere citiamo: "Piano presentato per il miglioramento dell'istruzione pubblica" (1828); "Corso pratico e teorico di aritmetica" (1829, secondo il metodo di Pestalozzi); e "Grammatica francese classica" (1831).
Dopo la rivoluzione del 1848, fu assunto come direttore di scena, cioè: preparatore, coordinatore ed esecutore dell'attuazione materiale delle rappresentazioni del fisico-mago Lacaze, in una piccola stanza, situata in un interno del "Carré Marigny", vicino agli "Champs Elysées" di Parigi. Prima chiamato "Il castello dell'inferno", era meglio conosciuto come Lacaze Pavilion o Baraque Lacaze, e presentava divertenti spettacoli di fisica, fantasmagoria, proiezioni scientifiche, curiosità e spiritiche bouffonneries, in cui l'artista Lacaze già convocava gli spiriti colpevoli molto prima dell'arrivo dello spiritismo. Questi sono spettacoli molto di moda e popolari nella metà del XIX secolo, dove incominciamo a padroneggiare l'elettricità. Tuttavia, questa sala si chiuderà alla fine del 1854, per lasciare il posto ad altri spettacoli di diverso genere, nella prospettiva della Fiera Mondiale di Parigi del 1855.

### L'attività medianica

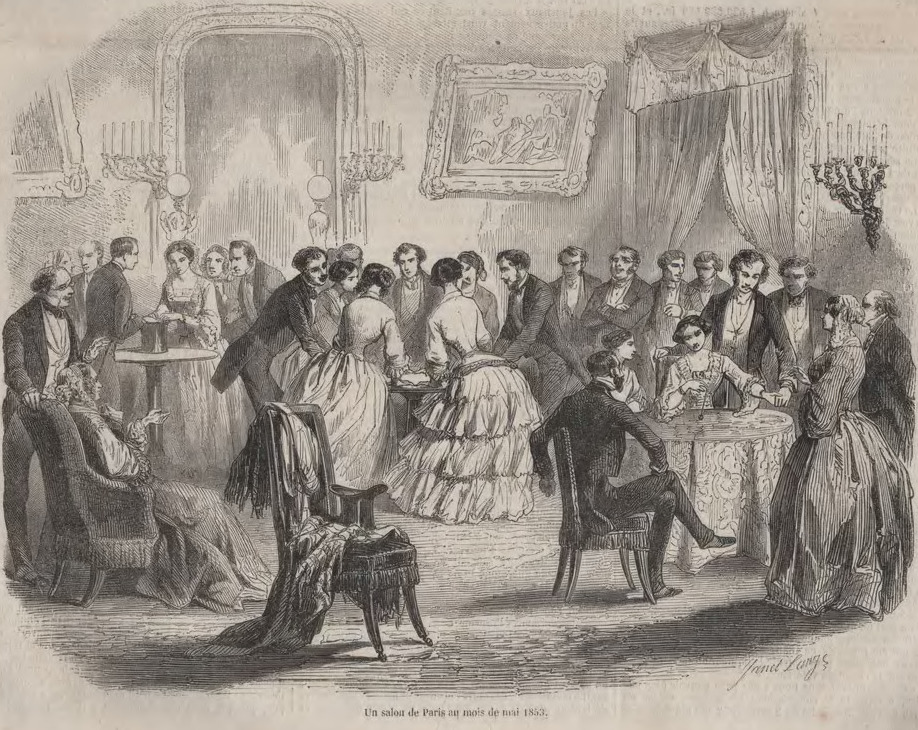
Le tables tournantes in un'immagine pubblicata sul magazine l'Illustration (1853)

Nel 1854, il professor Rivail sentì parlare delle tavole giranti, fenomeno medianico che agitava l'Europa. A Parigi, fece i suoi primi studi sullo spiritismo.
Nel maggio 1855 incontrò un certo signor Fortier, un magnetizzatore, che lo portò da Madame de Plainemaison, una medium che vive in rue de la Grange Bateliere a Parigi, a un passo dal teatro dell'opera. In presenza di altri ospiti per la sessione, entra in comunicazione con uno spirito chiamato Zephyr, che gli dà la missione di essere il portavoce dei morti. Per lui è la rivelazione. Era lì, per la prima volta, a testimoniare il fenomeno dei tavoli rotanti, saltellanti e correnti, come lui stesso lo descrisse con precisione, sul suo manoscritto scritto tra il 1855 e il 1856: "Le mie predizioni riguardanti lo spiritismo".
Interrogò gli spiriti, annotò e ordinò i dati che ottenne; all'inizio, Rivail aveva come obiettivo solo la propria istruzione. Dopo, quando vide che il suo lavoro aveva assunto le proporzioni di una dottrina scientifica e filosofica, decise di pubblicare un libro, per l'istruzione di tutti. Pubblicò quindi Il libro degli spiriti il 18 aprile 1857, a Parigi sotto lo pseudonimo di Allan Kardec affinché fosse possibile differenziare la sua opera spiritista dalla produzione pedagogica pubblicata in precedenza.
Nel saggio venivano riportate le risposte a 502 domande (1 019 nelle seguenti edizioni) riguardanti la natura degli spiriti, il mondo ultraterreno e la relazione tra questo e il mondo materiale. 
Il primo libro fu seguito da una serie di altri saggi: nel gennaio del 1858, Kardec lanciò la Revue Spirite (Rivista Spiritista) che pubblicò fino alla sua morte e fondò la "Società Parigina degli Studi Spiritisti"; in seguito, pubblicò Cos'è lo spiritismo (1859), Il libro dei medium (1861), Il vangelo secondo lo spiritismo" (1864), Il cielo e l'inferno" (1865) e La Genesi (1868).
L'opera di Kardec influenzò la ricerca psichica di Charles Richet, Camille Flammarion e Gabriel Delanne.

### Gli ultimi anni e la morte

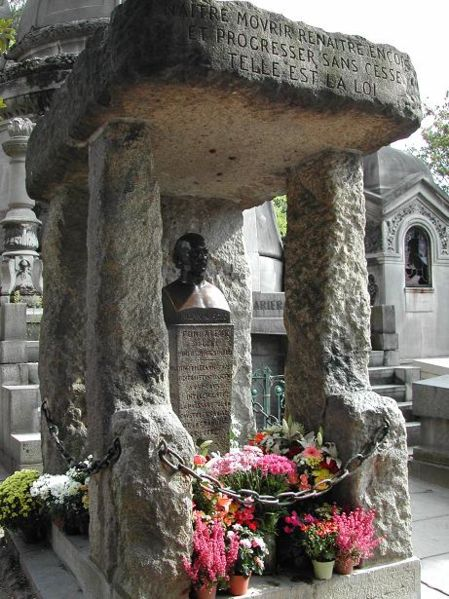
Tomba di Allan Kardec

Kardec scomparve a Parigi, il 31 marzo 1869, all'età di 64 anni, a causa dalla rottura di un aneurisma. Il suo corpo è seppellito nel cimitero di Père-Lachaise, nella capitale francese. I suoi amici raccolsero testi inediti e annotazioni di Kardec e li pubblicarono con il titolo Opere postume, libro edito nel 1890.
Sulla lapide è stata scolpita la frase «Nascere, morire, rinascere ancora e progredire sempre: tale è la Legge» ((FR)  «Naître, mourir, renaître encore et progresser sans cesse, telle est la Loi»).

## Opere
- Il libro degli spiriti (Le Livre des Esprits (Philosophie spiritualiste)), Casa del Nazareno Edizioni, 2005
- Il libro dei medium (Le Livre des Médium (Spiritisme expérimental)), Brancato, 1990
- Il Vangelo secondo gli spiriti (L'Evangile selon le Spiritisme), ed. Mediterranee, 2004
- Le Rivelazioni degli spiriti (La Genèse, les Miracles et les Prédictions selon le Spiritisme)
- Che cos'è lo Spiritismo (Que'est-ce que c'est le Spiritisme?)
- Le Ciel et l'Enfer ou la Justice Divine selon le Spiritisme
- Instruction pratique sur les Manifestations Spirites
- Le Spiritisme à sa plus simple expression